# Oliver Nelson
Oliver Edward Nelson (4. juni 1932 i St. Louis, Missouri, USA – 28. oktober 1975) var en amerikansk saxofonist, klarinettist, komponist og arrangør.
Nelson´s store gennembrud kom med pladen Blues and the Abstract Truth på pladeselskabet Impulse (1961), hvor musikere som Bill Evans, og Roy Haynes. Han indspillede ligeledes seks albums som leder (1959-1961) på Prestige Records.
Selvom saxofonen var Nelson´s instrument, blev han mest kendt som arrangør. Han har arrangeret for musikere som Buddy Rich, Thelonius Monk, Sonny Rollins, Cannonball Adderley og Wes Montgomery.

## Udvalgt Diskografi
- Meet Oliver Nelson
- The Blues And The Abstract Truth
- Takin´care of buisness
- More Blues And The Abstract Truth
- Sound Pieces
- Live From Los Angeles
- Screamin The Blues
- Full Nelson
- Impressions of Phaedra
- Stolen Moments